# Obraz Matki Bożej Poznańskiej

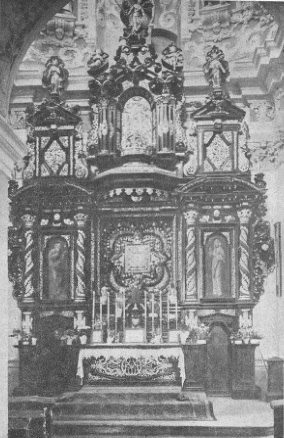
Ołtarz Adama Swacha na zdjęciu z 1947 roku

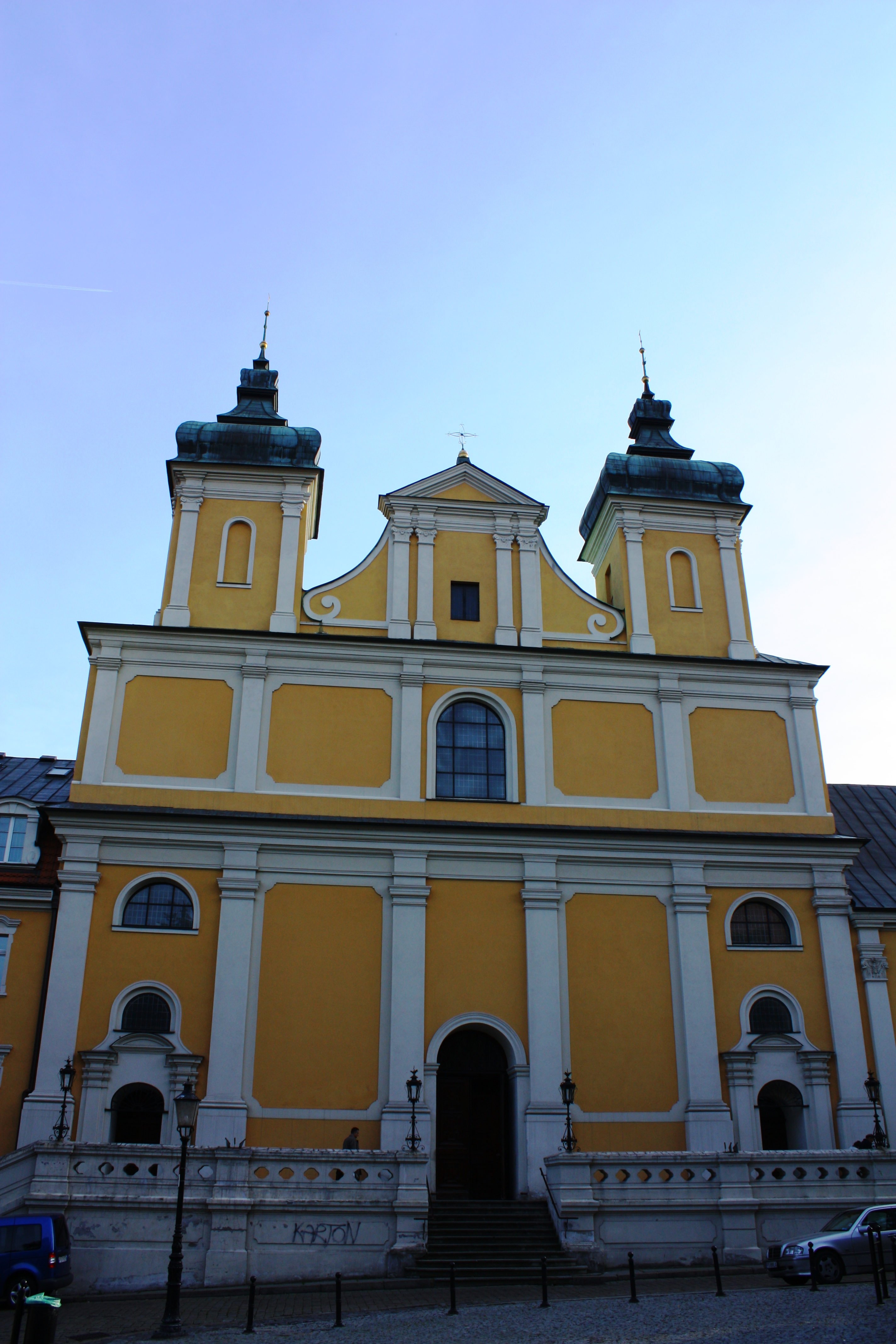
Kościół św. Antoniego Padewskiego

Obraz Matki Bożej w Cudy Wielmożnej Pani Poznania, Matka Boża Poznańska, Matka Boża Franciszkańska – znajdujący się w kościele św. Antoniego Padewskiego w Poznaniu obraz przedstawiający Matkę Bożą z Jezusem. Jest to kopia obrazu Matki Bożej Boreckiej. Otoczony kultem w Poznaniu od połowy XVII wieku.

## Historia
W 1666 roku w ogarniętym wojnami, chorobami i powodziami Poznaniu jeden z franciszkanów – brat Tomasz Dybowski – kupił za 2,5 złotego obraz będący kopią cudownego obrazu Matki Bożej Boreckiej od malarza Marcina. Obudziwszy się rano pewnego dnia zobaczył na obliczu Maryi łzy. W związku z pełnioną przez siebie służbą w klasztorze, chodził po mieście i zbierał jałmużnę z obrazem zawieszonym na szyi opowiadając o cudach Maryi. Chodząc po mieście opowiadał o cudownych wydarzeniach, a będących w potrzebie polecał Maryi. 18 kwietnia 1669 roku biskup Stefan Wierzbowski nakazał wystawić obraz do kultu publicznego. 18 maja 1670 obraz przeniesiono z kościoła Św. Rocha do poznańskiej fary, a potem do kościoła Antoniego Padewskiego na wzgórzu Przemysła. W 1713 roku obraz umieszczono w ołtarzu autorstwa braci Swachów. 29 czerwca 1968 obraz został ukoronowany przez arcybiskupa Antoniego Baraniaka, któremu asystowali Karol Wojtyła i Stefan Wyszyński. We wrześniu 2008 roku obraz otrzymał sukienkę.

## Ikona
Jest to kopia obrazu Matki Bożej Boreckiej. Namalowany został na desce z drewna lipowego, ma wymiary 20 x 30 cm.

## Kult
Cudowny wizerunek miał posiadać moc uzdrawiania.
19 września 2011 roku w Święto Matki Bożej w Cudy Wielmożnej arcybiskup metropolita poznański Stanisław Gądecki odnowił akt zawierzenia miasta Pani Poznania.